# 大布奇基
48°58′52″N 35°39′58″E / 48.98111°N 35.66611°E
大布奇基（烏克蘭語：Великі Бучки），是烏克蘭東部的村莊，隸屬哈爾科夫州的別列斯京區。該村處於奧列利河右岸，始建於1777年，面積1.52平方公里，海拔高度89米，2001年人口571。